# Modena Football Club 2017-2018
Questa voce raccoglie le informazioni riguardanti il Modena Football Club nelle competizioni ufficiali della stagione 2017-2018.

## Stagione
Nell'estate 2017, dopo alcune difficoltà finanziarie, il Modena riesce ad iscriversi alla Serie C. Il 6 novembre, dopo aver mancato la disputa di quattro gare, la società (ancora senza punti in classifica e penalizzata nel mese di ottobre) viene esclusa dal campionato.

## Divise e sponsor
Lo sponsor tecnico per la stagione 2017-2018, la seconda consecutiva, è Macron. L'unico sponsor della squadra canarina è Riacef, presente sui pantaloncini.
| Casa | Trasferta | Terza divisa | Portiere |

## Organigramma societario
Area direttiva
- Presidente: Aldo Taddeo[6] e Francesco Martignoni[6], poi Claudio Trenti[7]

Area organizzativa
- Team manager: Andrea Russo
- Magazziniere: Andrea Carra, Claudio Pifferi

Area tecnica
- Allenatore: Ezio Capuano
- Allenatore in seconda: Giuseppe Padovano
- Collaboratore tecnico: Domenico De Simone
- Preparatori atletici: Clemente Truda, Daniele Dotto
- Preparatore dei portieri: Gianpaolo Spagnulo

Area sanitaria
- Responsabile: Domenico Amuso
- Medici sociali: Giuseppe Loschi, Alessandro Bellucci
- Fisioterapista: Enrico Corradini, Andrea Martinelli
- Recupero degli infortunati: Alessandro Brandoli

## Rosa
Rosa fino allo svincolo d'ufficio dei giocatori comunicato dalla FIGC il 10 novembre 2017.
| N. |                    | Ruolo | Calciatore        |
| -- | ------------------ | ----- | ----------------- |
| 1  | Italia (bandiera)  | P     | Nicolò Manfredini |
| 2  | Italia (bandiera)  | D     | Dario Polverini   |
| 3  | Uruguay (bandiera) | D     | Cristian Sosa     |
| 4  | Italia (bandiera)  | C     | Lorenzo Remedi    |
| 5  | Italia (bandiera)  | D     | Cesare Ambrosini  |
| 6  | Italia (bandiera)  | C     | Marco Castagna    |
| 7  | Italia (bandiera)  | A     | Antonio Loi       |
| 8  | Italia (bandiera)  | C     | Nicola Capellini  |
| 9  | Italia (bandiera)  | A     | Matteo Momentè    |
| 10 | Italia (bandiera)  | C     | Federico Carraro  |
| 11 | Italia (bandiera)  | D     | Simone Fautario   |
| 12 | Romania (bandiera) | P     | Andrei Chiriac    |
| 13 | Italia (bandiera)  | D     | Filippo Minarini  |
| 14 | Italia (bandiera)  | C     | Marco Arcaleni    |
| 15 | Italia (bandiera)  | A     | Mattia Persano    |

| N. |                    | Ruolo | Calciatore            |
| -- | ------------------ | ----- | --------------------- |
| 16 | Italia (bandiera)  | A     | Riccardo Zito         |
| 17 | Romania (bandiera) | D     | Ștefan Popescu        |
| 18 | Ghana (bandiera)   | C     | Alimeyaw Salifu       |
| 19 | Gambia (bandiera)  | A     | Modou Badjie          |
| 20 | Italia (bandiera)  | D     | Simone Aldrovandi     |
| 21 | Albania (bandiera) | C     | Fabio Sakaj           |
| 23 | Italia (bandiera)  | D     | Luca Calapai          |
| 24 | Italia (bandiera)  | C     | Francesco Giorno      |
| 25 | Uruguay (bandiera) | C     | Agustín Olivera       |
| 26 | Italia (bandiera)  | A     | Alessandro Davitti    |
| 27 | Italia (bandiera)  | D     | Matteo Solini         |
| 28 | Italia (bandiera)  | A     | Francesco Galuppini   |
| 29 | Italia (bandiera)  | C     | Vincenzo Garofalo     |
| 30 | Brasile (bandiera) | A     | Adriano Louzada       |
| 31 | Italia (bandiera)  | A     | Piergiuseppe Maritato |

## Calciomercato

### Sessione estiva(dal 01/07 al 31/08)
| Acquisti | Acquisti              | Acquisti    | Acquisti      |
| R.       | Nome                  | da          | Modalità      |
| -------- | --------------------- | ----------- | ------------- |
| P        | Andrei Chiriac        | Castelvetro | fine prestito |
| D        | Filippo Minarini      | Vibonese    | fine prestito |
| D        | Fabio Tito            | Foggia      | prestito      |
| C        | Marco Arcaleni        | Leganés B   | definitivo    |
| C        | Nicola Capellini      | Forlì       | definitivo    |
| C        | Marco Castagna        | Bari        | prestito      |
| C        | Francesco Giorno      | Parma       | prestito      |
| A        | Lamin Modou Badjie    | Atalanta    | prestito      |
| A        | Matteo Momentè        | Ancona      | definitivo    |
| A        | Mattia Persano        | Lecce       | prestito      |
| A        | Adriano Louzada       | Monopoli    | definitivo    |
| D        | Matteo Solini         | Chievo      | prestito      |
| D        | Dario Polverini       | Pisa        | prestito      |
| A        | Francesco Galuppini   | Parma       | prestito      |
| D        | Cristian Sosa         | Alessandria | definitivo    |
| C        | Federico Carraro      | Teramo      | definitivo    |
| A        | Piergiuseppe Maritato | Livorno     | definitivo    |

| Cessioni | Cessioni               | Cessioni          | Cessioni       |
| R.       | Nome                   | a                 | Modalità       |
| -------- | ---------------------- | ----------------- | -------------- |
| P        | Federico Brancolini    | Fiorentina        | prestito       |
| P        | Marco Costantino       |                   | fine contratto |
| D        | Andrea Accardi         | Palermo           | fine prestito  |
| D        | Matteo Braccioli       |                   | fine contratto |
| D        | Antonio Marino         | Lecce             | definitivo     |
| D        | Luca Milesi            | Atalanta          | fine prestito  |
| D        | Riccardo Setti         | Ebolitana         | prestito       |
| D        | Gianluca Zucchini      |                   | fine contratto |
| D        | Fabio Tito             |                   | risoluzione    |
| C        | Simone Basso           |                   | fine contratto |
| C        | Federico Chiossi       | Atalanta          | prestito       |
| C        | Daniele Giorico        | Carpi             | prestito       |
| C        | Simon Laner            | Verona            | fine prestito  |
| C        | Wilfred Osuji          | Varesina          | definitivo     |
| C        | Simone Pollastri       |                   | fine contratto |
| C        | Nicolás Adrián Schiavi | Novara            | fine prestito  |
| A        | Riccardo Caselli       | Cavenago Fanfulla | prestito       |
| A        | Abou Diop              | Torino            | fine prestito  |
| A        | Federico Ghidoni       | Cremonese         | prestito       |
| A        | Riccardo Ravasi        |                   | fine contratto |
| A        | Angelo Raffaele Nolé   |                   | rescissione    |

## Risultati

### Coppa Italia Serie C

#### Fase a gironi
| Arbitro: | Marcenaro (Genova) |

|                                |           |  |
| Pesenti 29’ 36’ 47’ Grassi 84’ | Marcatori |  |

| Arbitro: | Rossetti (Ancona) |

|                   |           |                |
| Giorno 85’ (rig.) | Marcatori | 63’ Cauterucci |

## Statistiche
Statistiche aggiornate al 5 novembre 2017.

### Statistiche di squadra
| Competizione         | Punti | In casa | In casa | In casa | In casa | In casa | In casa | In trasferta | In trasferta | In trasferta | In trasferta | In trasferta | In trasferta | Totale | Totale | Totale | Totale | Totale | Totale | DR  |
| Competizione         | Punti | G       | V       | N       | P       | Gf      | Gs      | G            | V            | N            | P            | Gf           | Gs           | G      | V      | N      | P      | Gf     | Gs     | DR  |
| -------------------- | ----- | ------- | ------- | ------- | ------- | ------- | ------- | ------------ | ------------ | ------------ | ------------ | ------------ | ------------ | ------ | ------ | ------ | ------ | ------ | ------ | --- |
| Serie C              | −1    | 5       | 0       | 0       | 5       | 1       | 14      | 4            | 0            | 0            | 4            | 3            | 8            | 9      | 0      | 0      | 9      | 4      | 22     | −18 |
| Coppa Italia Serie C | 1     | 1       | 0       | 1       | 0       | 1       | 1       | 1            | 0            | 0            | 1            | 0            | 4            | 2      | 0      | 1      | 1      | 1      | 5      | −4  |
| Totale               | -     | 6       | 0       | 1       | 5       | 2       | 15      | 5            | 0            | 0            | 5            | 3            | 12           | 11     | 0      | 1      | 10     | 5      | 27     | −22 |